# (34553) 2000 SV246
2000 SV246 (asteroide 34553) é um asteroide troiano de Júpiter. Possui uma excentricidade de 0.05313020 e uma inclinação de 14.92915º.
Este asteroide foi descoberto no dia 24 de setembro de 2000 por LINEAR em Socorro.